# Hanging Up
Hanging Up er en amerikansk dramakomediefilm fra 2000 instrueret af Diane Keaton, der sammen med Meg Ryan, Lisa Kudrow og Walter Matthau spiller hovedrollerne i denne Matthaus sidste film.

## Medvirkende
- Meg Ryan
- Diane Keaton
- Lisa Kudrow
- Walter Matthau
- Adam Arkin
- Shaun Duke
- Ann Bortolotti
- Cloris Leachman
- Maree Cheatham
- Myndy Crist
- Libby Hudson
- Jesse James
- Edie McClurg
- Tracee Ellis Ross
- Celia Weston

## Ekstern henvisning
- Hanging Up på Internet Movie Database (engelsk)
- Hanging Up på Filmdatabasen
- Hanging Up på Scope
- Hanging Up i Svensk Filmdatabas (svensk)
- Hanging Up på AlloCiné (fransk)
- Hanging Up på AllMovie (engelsk)
- Hanging Up hos American Film Institute (engelsk)
- Hanging Up på Turner Classic Movies (engelsk)
- Hanging Up på The Movie Database (engelsk)
- Hanging Up på Rotten Tomatoes (engelsk)